# Linnaemya aculeata
Linnaemya aculeata är en tvåvingeart som beskrevs av Charles Howard Curran 1934. Linnaemya aculeata ingår i släktet Linnaemya och familjen parasitflugor. Inga underarter finns listade i Catalogue of Life.